# Георгиевское (Абхазия)
Гео́ргиевское или Гяргяул (груз. გეორგიევსკოე) — село в Абхазии, в Гулрыпшском районе частично признанной Республики Абхазия, согласно административному делению Грузии — в Гульрипшском муниципалитете Абхазской Автономной Республики. Находится севернее села Амткел на высоте 600 метров над уровнем моря. Основано греками в 1860-х годах.

## Население
В 1959 году в селе Георгиевское проживали 217 человек, в основном армяне (в Амткельском сельсовете в целом — 2245 человек, также в основном армяне, кроме преимущественно грузинских сёл Када, Шуамта и Цацхвиари). В 1989 году в селе жили 115 человек, в основном греки.
| Численность населения | Численность населения | Численность населения |
| 1886                  | 1959                  | 1989                  |
| --------------------- | --------------------- | --------------------- |
| 135                   | ↗217                  | ↘115                  |